# Cratere Damodar
Damodar è un cratere sulla superficie di Mathilde.